# Lago Big Stone
El lago Big Stone (en inglés: Big Stone Lake, lit. 'lago [de la] Gran Piedra') es un lago —y también un embalse— de agua dulce largo y estrecho de Estados Unidos que forma la frontera estatal entre el oeste de Minnesota y el noreste de Dakota del Sur. El lago cubre una superficie de 51,0 km², extendiéndose unos 42 km de extremo a extremo, con una anchura media de unos 1,6 km, y su punto más bajo está  en Dakota del Sur, a una altitud de 294 m. El lago Big Stone es la fuente del río Minnesota, que luego discurre 534 km hasta desembocar en el río Misisipi.

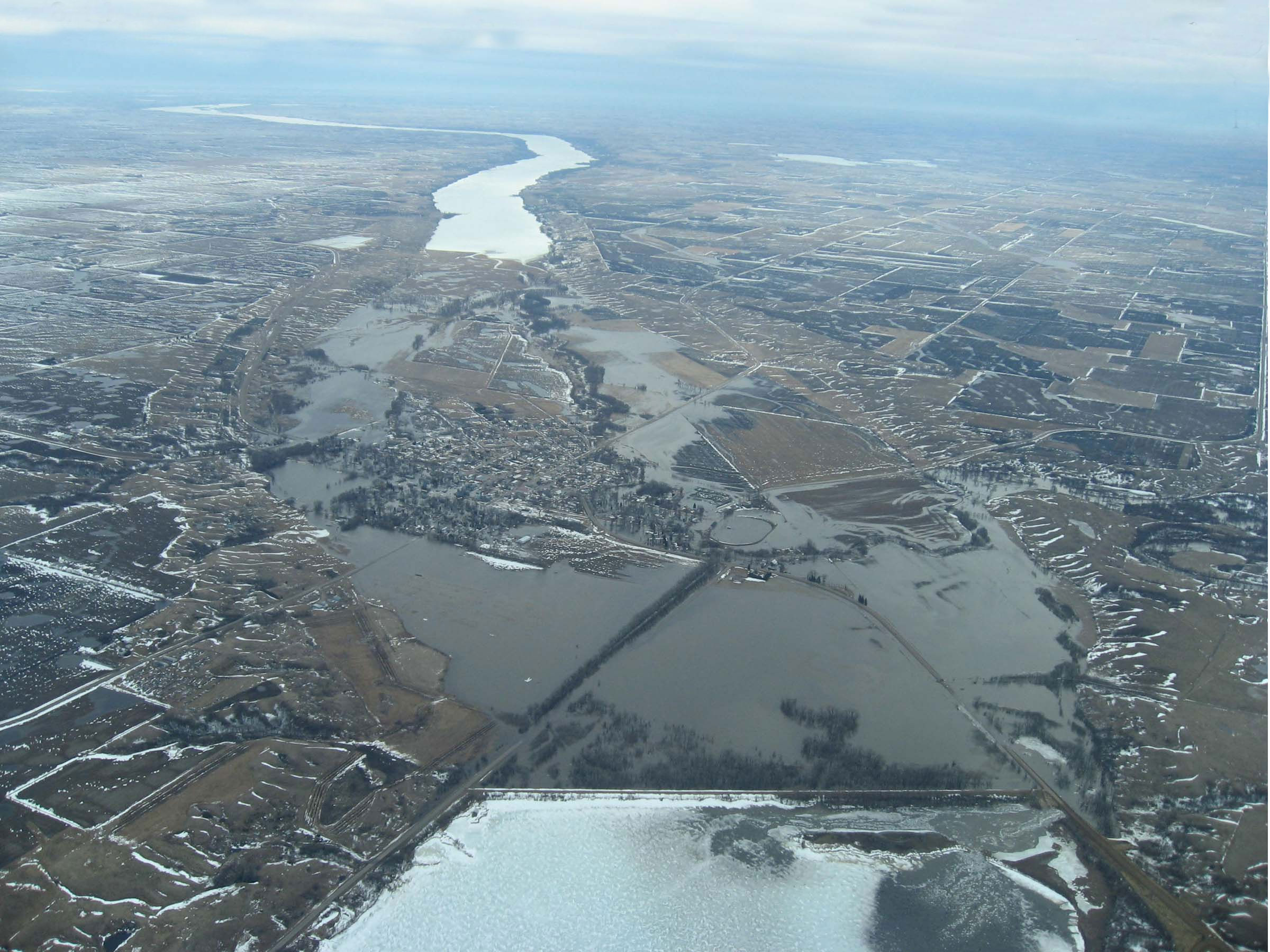
Fotografía aérea que muestra la Traverse Gap y las inundaciones en Browns Valley (MN) desde el lago Traverse aun cubierto de hielo (parte inferior); al sur el lago Big Stone (parte superior). Se muestra la inundación intercuencas: el río Little Minnesota, que se origina en la cuenca del Misisipi, entra en la Traverse Gap desde el oeste (derecha) y fluye hacia el sur hasta el lago Big Stone, inundando la brecha y Browns Valley (centro); en la parte inferior derecha, las aguas están cruzando la divisoria continental desaguando en el lago Traverse, parte de la cuenca de la Bahía de Hudson.

El caudal desde el lago hasta el río Minnesota está regulado por la presa del lago Piedra Grande (Big Stone Lake Dam), construida en 1937 y situada en el extremo sur del lago. Aunque modesta, la presa controla una capacidad máxima de 252,86 hm³. La presa es propiedad y está operada por el estado de Minnesota.
El lago es alimentado, en su extremo norte, por el río Little Minnesota, que fluye a través de la Traverse Gap. El Big Stone se formó al final de la última edad de hielo cuando el lago glacial Agassiz drenó a través de la brecha en el prehistórico río Glacial Warren. El valle de ese río ahora es ocupado por el lago Big Stone. El lago Big Stone aparece en la edición de 1757 del mapa Mitchell como «L. Tinton», en referencia a los lakota, también conocidos como Tetonwan («habitantes de la pradera»). El lago Big Stone fue nombrado por los cercanos afloramientos de roca.
En el lago se han establecido dos parques estatales: el parque estatal Big Stone (Big Stone Lake State Park), en Minnesota, y el parque estatal Hartford Beach (Hartford Beach State Park), en Dakota del Sur. Los dos parques proporcionan instalaciones para la comida campestre, embarcaderos de botes y lanchas, senderos y lugares de acampada.  Un centro educativo en el lago es parte del parque estatal de Minnesota. También hay varias resorts de vacaciones en las orillas del lago.  Los visitantes se sienten atraídos por el lago especialmente por su pesca: lucioperca, lucio europeo y bluegills (Lepomis macrochirus) son peces muy populares entre los pescadores, y el lago tiene más de otras 30 especies.  Hay 12 accesos públicos para el uso de pesca.  El lago es abastecido una vez cada dos años con 7.000.000 de alevines de lucioperca.
Las comunidades de Ortonville (Minnesota) y Big Stone City (Dakota del Sur), se encuentran en el extremo sur del lago; Browns Valley (Minnesota), está situado en el extremo norte.